# Michele Bianchi (sommergibile)
Il Michele Bianchi è stato un sommergibile della Regia Marina. L'unità era intitolata al quadrumviro Michele Bianchi, primo segretario del Partito Nazionale Fascista.

## Storia
Il 27 ottobre 1940 partì da La Spezia al comando del capitano di corvetta Adalberto Giovannini diretto in Atlantico (dove avrebbe dovuto operare, per la prima missione, al largo della penisola iberica); il 3 novembre passò lo stretto di Gibilterra, subendo infruttuosa caccia antisommergibile. Dopo essere emerso ebbe un breve scontro con alcune unità di vigilanza, in seguito al quale dovette dirigersi nel porto neutrale di Tangeri per le riparazioni, insieme al sommergibile Benedetto Brin del tenente di vascello Luigi Longanesi Cattani; nella notte fra il 12 ed il 13 dicembre, grazie anche alla compiacenza delle autorità locali, ripartì e il 18 giunse a Bordeaux, sede della base atlantica italiana di Betasom. 
Il 5 febbraio 1941 partì per la prima effettiva missione atlantica giungendo nove giorni più tardi nel proprio settore d'agguato, silurando e affondandovi il giorno stesso il piroscafo inglese Belcrest (4.517 tsl), appartenente al convoglio «SC. 21». Il 23 febbraio colpì con un siluro, a poppa, l'unità ausiliaria HMS Manistee (5.360 tsl) dispersa dal convoglio «OB. 288»; la nave, già colpita 14 minuti prima da due siluri del sommergibile tedesco U. 107, fu da questo affondata con altri quattro siluri (uno solo dei quali giunse a segno) e affondò con tutto l'equipaggio di 141 uomini; pertanto, sebbene il Bianchi vi abbia contribuito, l'affondamento del Manistee è da attribuirsi all’U. 107. 
Il giorno seguente il Bianchi lanciò infruttuosamente tre siluri contro il mercantile Empire Ability e poi affondò un altro trasporto, il Linaria (3.385 tsl), anch'esso appartenente al convoglio «OB. 288» (altre fonti attribuiscono invece l'affondamento del Linaria ad un sommergibile tedesco, l’U. 96, mentre il Bianchi avrebbe affondato il ben più grande piroscafo inglese Huntingdon, da 10.946 tsl). Il 27 febbraio colò a picco il piroscafo Baltistan (6.803 tsl) appartenente al convoglio «OB. 290» e fu poi attaccato da un incrociatore ausiliario; il 4 marzo fece ritorno alla base.
Svolse una seconda e inconclusiva missione (con il capitano di corvetta Franco Tosoni Pittoni come nuovo comandante) in aprile; durante l'attacco ad un convoglio (cui parteciparono anche altri sommergibili) fu bombardato con un'ottantina di cariche di profondità ma ne uscì solo con danni leggeri.
Il 4 luglio partì da Bordeaux per una nuova missione da svolgersi a ovest di Gibilterra, ma l'indomani alle 9.41, quando aveva appena lasciato l'estuario della Gironda, fu avvistato dal sommergibile britannico Tigris della classe T. Alle 9.58 l'unità britannica lanciò una sventagliata di sei siluri da circa 2.700 metri: colpito da due delle armi alle 10.01, il Bianchi s'inabissò con l'intero equipaggio in posizione 45°03′N 4°01′W. Il Tigris alle 10.14 si avvicinò per cercare superstiti, ma se ne andò poco dopo in seguito all'avvistamento di uno Ju 88.
Morirono il comandante Franco Tosoni Pittoni, 7 altri ufficiali e 45 fra sottufficiali e marinai.
Il Bianchi aveva svolto in tutto 7 missioni di guerra (3 in Mediterraneo e 4 in Atlantico), percorrendo 13.220 miglia in superficie e 1.002 in immersione.
Ogni 26 Gennaio, si ricorda questa nave, con un piccolo memoriale a Milano, chiamato Michele Bianchi Day